# Дніпро Е187
Дніпро Е187 — 12-метровий високопідлоговий тролейбус, що є сертифікованим в Україні ЗіУ-682Г-016.02. Випущено 10 екземплярів впродовж 2007—2008 років, виробництво припинене на початку 2009 року через припинення поставок кузовів тролейбусів.
З заводу «Тролза» постачалися кузови тролейбусів першої комплектонсті (кузов у сборі, зі знятим заднім мостом та струмоприймачами), перший тролейбус Дніпро Е187 збирався з використанням дніпропетровських запчастин, наступні проходили дозбірку з російських на Дніпропетровському ремонтному заводі електротранспорту.

## Описання моделі
Тролейбус «Дніпро Е187» є побудованим на базі російського ЗіУ-682Г-016.02 (не плутати з ЗіУ-682Г-016.03 і ЗіУ-682Г-016.04, це трохи інші моделі), цей тролейбус є досить сучасним (хоча, існує певна недовіра навіть до нових випусків ЗіУ) та розрахований на перевезення великих мас пасажирів у межах міст. Сам по собі, тролейбус є досить крупним, його довжина становить 11,8 метра, та досить високим, як для українських тролейбусів. Тролейбус Дніпро Е187 є сертифікованим в Україні ЗіУ-682Г-016.02, і відмінностей між ними просто немає. Кузов тролейбуса одноланковий, вагонного компонування; конструкція у тролейбуса рамна, тобто у основі не готовий кузов, а рама, а усі блоки та модулі (перш ніж кріпитися повністю збираються) кріпляться на неї; міцна рама тролейбуса зміцнює кузов та збільшує ресурс його роботи. Обшивка боковин тролейбуса та його даху зроблена зі сталевих листів, а зовнішня обшивка передка і задка — склопластикова, у тролейбуса досить високий строк служби кузова. А взагалі, навіть попри «російський» дизайн, Дніпро Е187 виглядає досить таки симпатично.
Передок тролейбуса, є повністю уніфікованим зі своїм російським аналогом. Лобове скло тролейбуса, попри те, що він дуже високий (висота тролейбуса 3.43 метри) невеликого розміру та розділене. На тролейбусі використано лобове скло-„триплекс“, тобто безосколкове лобове скло, багатошарове скло, що з двох боків обклеюється пластиком, таким чином при пошкодженні скалки залишаються у масі до заміни ушкодженого склопакета, і не можуть нікого порізати та травмувати навіть при сильному лобовому ударі. Використання багатослойного безосколкового лобового є безсумнівною перевагою тролейбуса; склоочисники тролейбуса паралелограмного типу та мають великі полотно-насадки, склоочисники є двошвидкісними. Використання лобового скла невеликого розміру однак не є дуже зручним (куди зручніше б було панорамне лобове скло, як у Богдан Т801.10, наприклад). Світлотехніка на передку представлена 4 фарами та двома передніми габаритними вогнями, що розміщуються на випуклому рейсовказівникові над лобовому склі. Фари тролейбуса округлої форми, звичайні великого розміру, протитуманні меншого; усі фари оснащуються лінзовим остеклення, за рахунок чого значно збільшується їхня далекоглядність; протитуманні фари мають жовті стекла і також оснащуються лінзами. Бампер тролейбуса зварний, чітко окреслений, на ньому немає спеціального місця для номера, оскільки в Україні тролейбуси мають лише паркові номери. Тролейбуси Дніпро Е187 мають своє характерне пофарбування: синій або зелений бампер та низ боковин та задній бампер, уся верхня частина кузова  — біла, дах також білий (це у разі того, якщо у місті, де тролейбус експлуатується його залишать з заводським фарбуванням та не обклеять рекламою). У даного тролейбуса наявні два спеціальні буксирувальні кронштейни для буксування у разі поломки тролейбуса, вони прикріплені під бампером. Бокові дзеркала заднього виду сферичного типу та виступають над кабіною у стилі «Rabbit ear style mirrors», тобто у стилі «вух кролика», «вух зайця». Над лобовим склом тролейбуса розміщується передній рейсовказівник, досить випуклий відсік, що виступає за габарити, однак це не є електронне табло, а всього лиш звичайні таблички, з механічними маршрутовказівниками і випускалися (та й випускаються) багато українських тролейбусів (так само і російські ЗіУ, хоча ЗіУ-682Г-016.04 мав електронне табло). У тролейбуса є відмінна від ЗіУ-682Г-016.02 українська емблема  — великими синіми літерами на передку написано «Дніпро», у той час як на російському тролейбусі написано «TROLZA», сучасна емблема Тролзи (раніше було ЗіУ).
Задня панель тролейбуса нічим не відрізняється від свого російського аналога: наявний задній маршрутовказівник, заднє скло розділене і незатоноване (тролейбус таки оснащується тонованими склопакетами), а сама задня панель помітно випукла, що було характерне для усієї лінійки ЗіУ-682 ще з 1970-х років. Двигун тролейбуса, як і у багатьох високопідлогових тролейбусів українського і російського виробництва розміщений під підлогою салону «у базі», тролейбус комплектується двигуном російського виробництва «Динамо», Динамо ДК-210, потужністю 110 кіловат. Система управління тяговим електродвигуном — реостатно-контакторна, що нині через виникнення таких систем, як IGBT вважається вже неекономічною, через велику кількість витраченої енергії, яка потрібна на нагрівання пускогальмівних реостатів (через їхній великий опір), звичайно з автоматичною комутацією груп реостатів (тобто, комутація відбувається по чітко випрацюваній схемі, і ходові позиції під час руху переключаються автоматично, а водій лише вибирає, що необхідно від транспорту — розгін або гальмування, це не робиться водієм за допомогою групового реостатного контролера, а вже автоматично); однак, є і переваги даної системи, як, наприклад, підвищена пожежобезпечність, а також електробезпечність, оскільки більшу частину електроустаткування (пускогальмівні реостати, статичний перетворювач, обмежувачі ходу штанг та інше) винесено на дах тролейбуса. Ходові частини тролейбуса є уніфікованими з ЗіУ-682Г-016.02, підвіска тролейбуса залежна, пневматична; тролейбус є двовісним, у його шин буває дискове та радіальне кріплення, ведучі колеса — задні. Гальмівна система тролейбуса:
- робоче гальмо (гальмо, яке приводиться у дію натиском на педаль гальма, сповільнення залежить від сили натиску)  — двохконтурне, пневматичне, з розділом на контури по осях;
- стоянкове гальмо (ручне гальмо для утримання транспорту нерухомо на місці під час зупинки) представлене ручним важелем, який діє на гальмівні механізми задніх коліс (ведучих);
- ABS  — також наявна антиблокувальна система ABS.
- У тролейбуса наявна система блокування руху тролейбуса з відчиненими, або не повністю зачиненими дверима «повітряний ключ».

Тролейбус «Дніпро Е187» є високопідлоговим, що не є дуже зручним для пасажирів, особливо для маломобільних груп громадян. До салону тролейбуса ведуть три двері поворотно-зсувного типу, середні та задні є двостворними, а передні є одностворними, тобто, ні повноцінного входу для пасажирів, ні окремої створки для входу/виходу водія з кабіни немає, і до того ж, двері не є широкими. Це є досить серйозним мінусом, враховуючи те, що тролейбус є високопідлоговим, і те, що у передній частині салону, як правило багато людей і мало місця. Однак, у тролейбуса усе ж є певні сучасні елементи, на тролейбус може встановлюватися система блокування руху при відкритих дверях (також відома як система «повітряний ключ»). Підлога салону застелена цільнотягнутим лінолеумним килимом, з виступками. Поручні у тролейбусі товстого типу, зі сталевої труби та пофарбовані полімерною фарбою, для антикорозійного захисту, також поручні у тролейбуса мають захист проти фізичної сили. У даного тролейбуса вертикальні поручні розміщені на збірних площадках та біля дверних отворів, а горизонтальні розміщені узовдж усього салону, при чому розміщені дуже високо (це дуже незручно для людей невисокого зросту), і розміщені над дверними отворами, таким чином людина високого зросту легко може вдаритись головою об поручень, і це є явним недоліком цього тролейбуса. Сидіння тролейбуса м'які, роздільного типу, у них пластмасові спинки, а оббивка сидінь — синтетика. Розміщення сидінь досить нетиповим, без накопичувальної площадки навпроти середніх дверей, зате є один накопичувальний майданчик навпроти задніх дверей, ззаду відсутні сидячі місця. Однак, у салону тролейбуса є така перевага, як дещо вужчі сидіння, за рахунок яких збільшується ширина між сидіннями, і пасажирам буде зручніше стояти, до того ж, завдяки невеликій кількості сидячих місць (їх 26), у тролейбуса досить велика пасажиромісткість (близько 110 чоловік). Також у тролейбуса може встановлюватися і спеціальне місце для кондуктора, однак, в Україні ця необхідність вже відпала, однак ще на багатьох тролейбусах такі місця ще є, вони зазвичай розміщені вище від усіх інших сидінь на правій задній колісній арці.
У тролейбуса є така перевага, як тоновані склопакети, що є досить незвичним для усієї лінійки ЗіУ-682, (хоча, у рестайлінгу, серії ЗіУ-682ГОМ у всіх них тоновані склопакети), бокові вікна тролейбуса також безосколкові (крім тих, які призначені для аварійного виходу у разі аварії). Вентиляція у салоні представлена зсувними кватирками на бокових вікнах та люками на даху салону. Опалення у тролейбусі — електрокалориферне, від контактної мережі. Водійська кабіна відгороджена від салону суцільною перегородкою; єдиним варіантом входу та виходу з кабіни є двері з салону, у тролейбуса передні двері є одностворчастими, до того ж «пасажирські», і тому це є явним недоліком (зазвичай, у сучасних тролейбусів передні двері двостворні і передня створка відкривається автономно). Місце водія є аналогічним до ЗіУ-682ГОМ, та відмінностей із ним не має. Приборна панель тролейбуса є прямою, що не є дуже зручним, оскільки з лівого боку двері входу/виходу немає, то і там розміщений блок з приладами; клавіші, що потрібні при керуванні розміщені на тому додатковому блоці і на правій частині приборної панелі, кнопки включення склоочисників та відкриття дверей розміщені на правій частині приборної панелі. Клавіші та лампочки, що показують включені функції мають усюди таблички (лампочки) та малюнки з вказанням функції (клавіші), завдяки чому вони досить легко читаються. Показникові прилади також не змінилися; спідометр оцифровкою до 120 км/год малого розміру, зліва розміщені вольтметр та амперметр з досить нехарактерним виглядом. Ось у такої, далеко непривабливої та посередньої приборної панелі є одна новинка — це блок несправностей і контролю (прилад сірого кольору розміщений справа), він потрібен для визначення несправностей та потрібен для контролю за станом тролейбуса, такі ж є і на російських тролейбусах, наприклад ЗіУ-682ГОМ, та ЛіАЗ 5280. На кермі тролейбуса красиво вибито «КамАЗ», колонка оснащена гідропідсилювачем, що робить керування значно легшим. Незручними є однак підрульові важелі; лівий виконує функції включення сигналу поворотів а правий — для включення фар та дальнього світла, також слугує для подання звукового сигналу (кнопка збоку важеля), функція склоочисників тут відсутня, вони включаються за допомогою кнопок на приборній панелі. Водійське місце м'яке та загалом зручне, воно регулюється по висоті, однак нічого сучасного у ньому немає, навіть підголівника або рейок, по яким воно може відсуватися. Педалі тролейбуса розміщені кожна обабіч від рульової колонки, таким чином, водій має користатися двома ногами для керуванням акселератором і гальмом. Вентиляція у кабіні представлена зсувною кватиркою, а опалення від контактної мережі.

## Характеристика Дніпро Е187
Переваги Дніпро Е187:
- застосування рамної конструкції, і агрегати вже готові кріпляться на раму;
- обшивка тролейбуса виконана з довгих сталевих листів, у тролейбуса досить високий ресурс кузова;
- на тролейбусі використане лобове скло-триплекс (безосколкове скло);
- більшість електроустаткування винесено на дах, як і у багатьох тролейбусів з реостатно-контакторною системою управління;
- на тролейбус може встановлюватися система протизащемлення пасажирів дверними створками і система блокування руху тролейбуса з відкритими чи не до кінця закритими дверима;
- досить висока пасажиромісткість;
- наявність антиблокувальної системи ABS;
- тоновані склопакети.
- відносно невелика ціна порівняно з іншими українськими тролейбусами свого часу

Недоліки тролейбуса:
- тролейбус є високопідлоговим, це не є зручним для маломобільних груп пасажирів;
- на тролейбусі застосовано неекономічну реостатно-контакторну систему управління;
- передній двері тролейбуса одностворчасті і тільки до салону, вихід водія з кабіни через салон;
- незручне розташування поручнів у зоні дверей та накопичувальних майданчиків;
- досить незручне планування сидінь, накопичувальний майданчик наявний ззаду, у передній частині салону через досить широку кабіну і вузькі двері виникає натовп пасажирів;
- незручне планування водійського місця і приборної панелі;
- погана вентиляція салону.

## Технічні характеристики
| Дніпро Е187                                           | Дніпро Е187                                                        |
| ----------------------------------------------------- | ------------------------------------------------------------------ |
| Загальні дані                                         |                                                                    |
| Модель                                                | Дніпро Е187                                                        |
| Клас                                                  | міський тролейбус                                                  |
| Виробник                                              | Тролза/Дніпропетровський ремонтний завод електротранспорту         |
| Випускається, рік                                     | від 2007 до 2009                                                   |
| Подібні моделі                                        | ЗіУ-682Г-016 (уся лінійка)                                         |
| Кількість випущених екземплярів, шт                   | 11                                                                 |
| Кузов                                                 |                                                                    |
| Кузов (загальне описання)                             | з рамною основою, вагонного компонування                           |
| Обшивка                                               | дах і боковини виконано з оцинкованої сталі, перед склопластиковий |
| Ресурс кузова, не менше ніж, роки                     | 15                                                                 |
| Габаритні розміри                                     |                                                                    |
| Довжина, мм                                           | 11830                                                              |
| Ширина, мм                                            | 2470                                                               |
| Висота, мм                                            | 3430                                                               |
| Колісна база, мм                                      | 5900                                                               |
| Маси і навантаження                                   |                                                                    |
| Споряджена маса, кг                                   | 11000                                                              |
| Максимальна технічна маса, кг                         | 18000                                                              |
| Максимальне технічне навантаження на передню вісь, кг | 6980                                                               |
| Максимальне технічне навантаження на задню вісь, кг   | ~11000                                                             |
| Елементи                                              |                                                                    |
| Світлотехніка (перед)                                 | 4 фари, 2 габаритні вогні                                          |
| Бампер (передній)                                     | зварний, чіткоокреслений                                           |
| Лобове скло                                           | панорамне, безосколкове (триплекс)                                 |
| Склоочисники                                          | двошвидкісні паралелограмного типу                                 |
| Маршрутовказівники                                    | таблички                                                           |
| Розташування двигуна                                  | під підлогою салону, перед заднім мостом                           |
| Колеса                                                | 4×2 (кріплення дискове і радіальне)                                |
| Осі, штук                                             | 2 (4×2)                                                            |
| Ходова частина і гальмівні системи                    |                                                                    |
| Ведуча міст, модель                                   | RABA                                                               |
| Робоче гальмова система                               | пневматична, двоконтурна                                           |
| Стоянкове гальмо                                      | ручне гальмо, що діє на гальмівні механізми ведучого моста         |
| ABS                                                   | наявна                                                             |
| Ведуча вісь                                           | задня                                                              |
| Салон                                                 |                                                                    |
| Кількість дверей і тип                                | 3 (2 двостулкові, 1 одностулкова)                                  |
| Система протизащемлення                               | є                                                                  |
| Пандус для в'їзду інвалідних візків                   | немає (високопідлоговий)                                           |
| Поручні                                               | сталеві труби з гумовим покриттям                                  |
| Сидіння                                               | м'які, роздільні, синтетичні, з пластиковими тримачами для стоячих |
| Кількість місць для сидіння                           | 26                                                                 |
| Освітлення у салоні                                   | люмінесцентні світильники під стелею                               |
| Вентиляція у салоні                                   | через 5 зсувних кватиркок та 2 люки                                |
| Опалення у салоні                                     | електрокалориферне                                                 |
| Бокові вікна                                          | тоновані, скляні                                                   |
| Пасажиромісткість салону, чол                         | 110                                                                |
| Місце водія                                           |                                                                    |
| Кабіна водія                                          | відокремлена перегородкою від салону                               |
| Виходи з кабіни                                       | вихід у пасажирський сало через зсувні двері                       |
| Освітлення у кабіні                                   | люмінісцентне                                                      |
| Вентиляція у кабіні                                   | через зсувну кватирку                                              |
| Крісло водія                                          | м'яке з підресорами; регулюється углибину і висоту                 |
| Приборна панель                                       | з пластмаси (розташування приладів див. опис)                      |
| Рульове керування                                     | з гідропідсилювачем                                                |
| Педалі                                                | 2 керівні педалі по боках від рульової колонки                     |
| Двигун і динамічні характеристики                     |                                                                    |
| Марка двигуна                                         | Динамо ДК-210 (Москва, Динамо)                                     |
| Кількість двигунів                                    | 1                                                                  |
| Потужність, кіловат                                   | 115                                                                |
| Номінальна напруга, Вольт                             | 550                                                                |
| Система керування                                     | реостатно-контакторна                                              |
| Максимальна швидкість, км/год                         | 60                                                                 |

## Експлуатація в містах України
| Експлуатація у містах України станом на квітень 2018 року | Експлуатація у містах України станом на квітень 2018 року | Експлуатація у містах України станом на квітень 2018 року | Експлуатація у містах України станом на квітень 2018 року | Експлуатація у містах України станом на квітень 2018 року | Експлуатація у містах України станом на квітень 2018 року | Експлуатація у містах України станом на квітень 2018 року |
| Місто                                                     | Заводський номер                                          | Роки постачання                                           | Загальна кількість                                        | Усього робочих                                            | Бортові номери                                            | Примітки |
| --------------------------------------------------------- | --------------------------------------------------------- | --------------------------------------------------------- | --------------------------------------------------------- | --------------------------------------------------------- | --------------------------------------------------------- | --- |
| Алчевськ                                                  | 8                                                         | 2008                                                      | 1                                                         | 1                                                         | 376                                                       | |
| Бахмут                                                    | 4                                                         | 2008                                                      | 1                                                         | 1                                                         | 168                                                       | |
| Біла Церква                                               | 10                                                        | 2008                                                      | 1                                                         | 1                                                         | 002                                                       | Тролейбус «Дніпро Е187» проходив пробну експлуатацію протягом декількох місяців у 2008 році, однак потім був відправлений на завод, згодом до Білої Церкви один «Дніпро Е187» таки надійшов |
| Луганськ                                                  | 3, 5, 6                                                   | 2008                                                      | 3                                                         | 1                                                         | 103, 104, 105                                             | Діючий тільки № 105 |
| Сєвєродонецьк                                             | 1, 9                                                      | 2007—2008                                                 | 2                                                         | 2                                                         | 137, 138                                                  | До листопада 2008 року експлуатувався в Білій Церкві (№ 138), переданий в Сєвєродонецьк |
| Хмельницький                                              | 2, 7                                                      | 2008                                                      | 2                                                         | 2                                                         | 007, 008                                                  | |
|                                                           |                                                           | Всього:                                                   | 10                                                        | 8                                                         |                                                           | |